# Pages River
Der Pages River ist ein Fluss im Osten des australischen Bundesstaates New South Wales.

## Verlauf
Er entspringt an den Osthängen des Mount Gregson in der Liverpool Range, Teil der Great Dividing Range. Von dort fließt er zunächst nach Nordosten bis zur Stadt Murrurrundi. Dann folgt er dem New England Highway auf seiner Ostseite erst nach Südosten und dann nach Süden.
Auf seinem Weg durchfließt er die Camerons Gorge Nature Reserve, ein staatliches Schutzgebiet, und passiert dann den Lake Glenbawn im Westen. Östlich von Aberdeen mündet er in den Hunter River.